# Tartar (rivière)
Pour les articles homonymes, voir Tartar.
Le Tartar (en azéri : Tərtərçay, en arménien : Թարթառ) est une rivière de Transcaucasie, un affluent de la Koura (rive droite).

## Géographie
Prenant sa source sur le plateau du Karabagh, dans la région de Chahoumian, il suit son cours principalement dans le Haut-Karabagh avant de poursuivre en Azerbaïdjan et de se jeter dans la Koura.
Le réservoir Sugovuchana été formé sur son cours en 1975, celui de Sarsang en 1976.